# Pyrodictium
Pyrodictium es un género de arqueobacterias hipertermófilos, quimiolitótrofos y anaeróbicos estrictos, que crecen a pH neutro en fuentes termales submarinas empleando azufre elemental como aceptor de electrones. Una característica sorpresiva de este género, que su temperatura óptima de crecimiento (105 °C) está por sobre la temperatura de ebullición de agua (a 1 atm), hecho no obstante, no exclusivo de este género (Pyrolobus crece a una temperatura de 113 °C).
Son arqueas con forma de discos desiguales con numerosas fibras proteicas con función adherente, constituidas a nivel molecular de manera parecida a cómo lo hace la flagelina en el flagelo bacteriano. 
- Datos: Q1046911
- Especies: Pyrodictium